# 문신 (드라마)
《문신》은 2005년 11월 26일에 MBC에서 방영한 베스트극장이다.

## 등장 인물

### 주요 인물
- 이동규 : 배동철(33세) 역

고졸 출신의 강력계 형사. 거칠고 시니컬한 성격으로, 용의자를 심하게 구타하여 무수한 경고를 받기도 한다. 배다른 형이 관할 검사이고, 아버지의 첩이었던 어머니에 대한 애증으로 똘똘 뭉쳐있다. 유약하면서도 차갑고 냉정한 수희에게 점점 빠져든다.
- 이민정 : 임수희(27세) 역

타투이스트. 말수가 적고 차가운 성격이며, 때때로 편집증세를 보이기도 한다. 어두운 과거를 가지고 있다.

### 그 외 인물
- 연운경
- 박충선 : 강력1팀장 역
- 이대연
- 장태성 : 강력1팀 형사 역
- 김용희
- 이정화
- 유준석
- 윤미향
- 이영미
- 라소희
- 김재빈

### 우정출연
- 윤용현 : 동철의 파트너 형사 역